# Кошарка на Летњим олимпијским играма 2021 — Мушке квалификације
Мушке квалификације за олимпијски кошаркашки турнир одвијаће се од 2019. до 2020. године; Очекује се да ће свих пет зона ФИБА (Међународне кошаркашке федерације) имати представнике на олимпијским играма.
Јапан се као домаћин квалификује директно. Први квалификациони турнир биће ФИБА-ино Светско првенство на којем ће се седам тимова квалификовати за олимпијске игре. Следећих 16 најбољих тимова на Светском првенству који се нису квалификовали директно на Олимпијске игре заједно са 2 одабрана тима из сваке од четири ФИБА регије или 24 тима учествоваће на четири одвојена турнира који ће одредити последња четири тима која ће играти на Олимпијским играма. Само првопласиране репрезентације ће се квалификовати на Олимпијски турнир.

## Начин квалификовања
На Олимпијским играма ће учествовати укупно 12 тимова, а сваки Национални олимпијски комитет шаље један тим.

### Квалификован као домаћин ОИ
Држава домаћин је Јапан и квалификована је као домаћин учесник у мушкој конкуренцији.

### Квалификовани путем Светског првенства у Кини
Најбоља репрезентација на Светском првенству 2019. године из сваке ФИБА-ине зоне квалификовала се директно на Олимпијске игре.
- ФИБА Африка: 1 репрезентација
- ФИБА Азија и ФИБА Океанија: 2 репрезентације
- ФИБА Америка: 2 репрезентације
- ФИБА Европа: 2 репрезентације

### Квалификовани на Олимпијски квалификациони турнир
Додатна четири тима биће одређена кроз четири ФИБА-ине светске олимпијске квалификационе турнире по шест тимова или између 24 тима. Турнире ће чинити 16 најбољих неквалификованих екипа на Светском првенству 2019. и додатних 8 тимова; 2 тима из сваке од четири регије Африке, Америке, Азије (и Океаније) и Европе. Према резултатима ФИБА-иног кошаркашког првенства за 2019. годину, свакој зони је додељено по неколико репрезентација које ће учествовати у квалификацијама:
- ФИБА Африка: 3 репрезентација
- ФИБА Америка: 7 репрезентација
- ФИБА Азија и ФИБА Океанија: 3 репрезентација
- ФИБА Европа : 11 репрезентација

## Квалификовани тимови
| #  | Квалификовани тимови | Зона          | Начин квалификовања                                                                 |
| -- | -------------------- | ------------- | ----------------------------------------------------------------------------------- |
| 1  | Аргентина            | ФИБА Америка  | Најбољепласирана Америчка репрезентација на Светском првенству у кошарци 2019. (#2) |
| 2  | Аустралија           | ФИБА Океанија | Најбољепласирана Океанска репрезентација на Светском првенству у кошарци 2019. (#4) |
| 3  | Француска            | ФИБА Европа   | Другопласирана Европска репрезентација на Светском првенству у кошарци 2019. (#3)   |
| 4  | Иран                 | ФИБА Азија    | Најбољепласирана Азијска репрезентација на Светском првенству у кошарци 2019. (#23) |
| 5  | Јапан                | ФИБА Азија    | Домаћин Летњих олимпијских игара 2020.                                              |
| 6  | Нигерија             | ФИБА Африка   | Најбољепласирана Афричка репрезентација на Светском првенству у кошарци 2019. (#17) |
| 7  | Шпанија              | ФИБА Европа   | Најбољепласирана Европска репрезентација на Светском првенству у кошарци 2019. (#1) |
| 8  | Сједињене Државе     | ФИБА Америка  | Другопласирана Америчка репрезентација на Светском првенству у кошарци 2019. (#7)   |
| 9  | Чешка                | ФИБА Европа   | Најбоља репрезентација у групи А квалификационог турнира за Олимпијске игре 2020.   |
| 10 | Немачка              | ФИБА Европа   | Најбоља репрезентација у групи Б квалификационог турнира за Олимпијске игре 2020.   |
| 11 | Словенија            | ФИБА Европа   | Најбоља репрезентација у групи Ц квалификационог турнира за Олимпијске игре 2020.   |
| 12 | Италија              | ФИБА Европа   | Најбоља репрезентација у групи Д квалификационог турнира за Олимпијске игре 2020.   |

## Светско првенство у кошарци 2019.
Финалне позиције у ФИБА зони
|  | Квалификовани на Летње олимпијске игре 2020.                                                           |
|  | Квалификовани на Квалификације за Летње олимпијске игре 2020.                                          |
|  | Квалификовани на Летње олимпијске игре 2020. као земља домаћин                                         |
|  | Добили позивницу за учешће на Квалификацијама за Летње олимпијске игре 2020. путем ранга на ФИБА листи |

| #  | ФИБА Африка (1/5 репрезентација) | ФИБА Африка (1/5 репрезентација) | ФИБА Америка (2/7 репрезентација) | ФИБА Америка (2/7 репрезентација) | ФИБА Азија (1/6 репрезентација) | ФИБА Азија (1/6 репрезентација) | ФИБА Европа (2/12 репрезентација) | ФИБА Европа (2/12 репрезентација) | ФИБА Океанија (1/2 репрезентација) | ФИБА Океанија (1/2 репрезентација) |
| #  | Репрезентација                   | Д–И                              | Репрезентација                    | Д–И                               | Репрезентација                  | Д–Л                             | Репрезентација                    | Д–Л                               | Репрезентација                     | Д–Л                                |
| -- | -------------------------------- | -------------------------------- | --------------------------------- | --------------------------------- | ------------------------------- | ------------------------------- | --------------------------------- | --------------------------------- | ---------------------------------- | ---------------------------------- |
| 1  | Нигерија                         | 3–2                              | Аргентина                         | 7–1                               | Иран                            | 2–3                             | Шпанија                           | 8–0                               | Аустралија                         | 6–2                                |
| 2  | Тунис                            | 3–2                              | Сједињене Државе                  | 6–2                               | Кина                            | 2–3                             | Француска                         | 6–2                               | Нови Зеланд                        | 3–2                                |
| 3  | Ангола                           | 1–4                              | Бразил                            | 3–2                               | Јужна Кореја                    | 1–4                             | Србија                            | 6–2                               |                                    |                                    |
| 4  | Обала Слоноваче                  | 0–5                              | Венецуела                         | 2–3                               | Јордан                          | 1–4                             | Чешка                             | 4–4                               |                                    |                                    |
| 5  | Сенегал                          | 0–5                              | Порторико                         | 2–3                               | Јапан                           | 0–5                             | Пољска                            | 4–4                               |                                    |                                    |
| 6  |                                  |                                  | Доминиканска Република            | 2–3                               | Филипини                        | 0–5                             | Литванија                         | 3–2                               |                                    |                                    |
| 7  | Канада                           | 2–3                              |                                   |                                   | Италија                         | 3–2                             |                                   |                                   |                                    |                                    |
| 8  |                                  |                                  | Грчка                             | 3–2                               |                                 |                                 |                                   |                                   |                                    |                                    |
| 9  | Русија                           | 3–2                              |                                   |                                   |                                 |                                 |                                   |                                   |                                    |                                    |
| 10 | Немачка                          | 3–2                              |                                   |                                   |                                 |                                 |                                   |                                   |                                    |                                    |
| 11 | Турска                           | 2–3                              |                                   |                                   |                                 |                                 |                                   |                                   |                                    |                                    |
| 12 | Црна Гора                        | 1–4                              |                                   |                                   |                                 |                                 |                                   |                                   |                                    |                                    |

### Олимпијски квалификациони турнир
Након резултата са Светског првенства у кошарци 2019. године, сваку зону представљају следећи национални тимови:
| ФИБА Африка    | ФИБА Америка           | ФИБА Европа | ФИБА Азија и ФИБА Океанија |
| -------------- | ---------------------- | ----------- | -------------------------- |
| Тунис          | Бразил                 | Србија      | Нови Зеланд                |
| Ангола (ВК)    | Венецуела              | Чешка       | Кина (ВК)                  |
| Сенегал (ВК)   | Порторико              | Пољска      | Јужна Кореја (ВК)          |
|                | Доминиканска Република | Литванија   | Филипини (ВК)              |
| Канада         | Италија                |             |                            |
| Мексико (ВК)   | Грчка                  |             |                            |
| Уругвај (ВК)   | Русија                 |             |                            |
|                | Немачка                |             |                            |
| Турска         |                        |             |                            |
| Хрватска (ВК)  |                        |             |                            |
| Словенија (ВК) |                        |             |                            |

На ФИБА-иним олимпијским квалификационим турнирима учествоваће 16 најбољепласираних не квалификованих тимова са Светског првенства у кошарци 2019. и по две најбољепласиране земље по региону на ФИБА-иној светској ранг листи. 19. септембра 2019. ФИБА је објавила тимове, а то су Ангола и Сенегал (Африка), Мексико и Уругвај (Америка), Кина и Јужна Кореја (Азија-Океанија), те Хрватска и Словенија (Европа).
Нови Зеланд је одустао од такмичења у фебруару 2021, ФИБА је уместо Новог Зеланда убацила Филипине, као следећу најбољепласирану репрезентацију Азијско-Океанског кошаркашког региона.

### Жреб
2020. године четири квалификациона турнира од којих само првопласирани тим ће бити квалификован за Летње олимпијске игре 2020. године. Формат се састоји од 24 национална тима подељена у четири групе (турнира) од по шест тимова.
| Шешир 1                                             | Шешир 2                                               | Шешир 3                                                      | Шешир 4                                                                   | Шешир 5                                                      | Шешир 6                                                |
| --------------------------------------------------- | ----------------------------------------------------- | ------------------------------------------------------------ | ------------------------------------------------------------------------- | ------------------------------------------------------------ | ------------------------------------------------------ |
| Србија (6) · Грчка (7) · Литванија (8) · Русија (9) | Чешка (10) · Бразил (11) · Италија (12) · Пољска (13) | Хрватска(14) · Турска (15) · Словенија (16) · Порторико (17) | Немачка (18) · Доминиканска Република (19) · Венецуела (20) · Канада (21) | Мексико (25) · Кина (26) · Јужна Кореја (30) · Филипини (31) | Ангола (32) · Тунис (33) · Сенегал (35) · Уругвај (43) |
| Извор: ФИБА                                         |                                                       |                                                              |                                                                           |                                                              |                                                        |